# Rodd Keith
 (septembre 2023).
Pour les articles homonymes, voir Keith.
Rodney Keith Eskelin est un compositeur, chanteur et claviériste américain, né le 30 janvier 1937, mort le 15 décembre 1974. Il est l'un des figures majeures d'un genre musical connu en Amérique du Nord sous le nom de song poem ou song sharking, c'est-à-dire de chansons enregistrées à compte d'auteur. L'industrie de la musique grand public dénonce généralement cette pratique comme une escroquerie[réf. souhaitée]. 
Rodd Keith travailla pour plusieurs producteurs de song poem. Il enregistra des centaines de chansons à partir de textes envoyés par des paroliers amateurs après qu'ils eurent répondu à des petites annonces « Send us your lyrics [Envoyez-nous vos textes] » passées dans des magazines de grande diffusion promettant succès et profit dans la chanson. Cependant les amateurs en question étaient souvent les seuls clients de ces enregistrements... Keith chanta et joua de divers instruments sur ce type d'enregistrement - parfois sous le pseudonyme de Rod Rogers. 
D'un tempérament original, Rodd Keith se veut un libre penseur et adopte des comportements atypiques qui l'isolent peu à peu de ses proches. La découverte des drogues hallucinogènes accentue son excentricité. Il se met à parler un langage chiffré que lui seul comprend, quand il ne parle pas tout simplement à l'envers. Le 15 décembre 1974, Rodd Keith chute mortellement d'un pont dominant l'autoroute Hollywood Freeway. Il a 37 ans. 
Dans les années 1990, des collectionneurs redécouvrirent ces enregistrements parmi de vieux disques vinyle. Plusieurs compilations sortirent en CD, quelques-unes consacrées exclusivement aux œuvres de Rodd Keith — notamment par la maison de disques Tzadik dirigée par John Zorn. Le fils de Rodd Keith, le saxophoniste Ellery Eskelin, commenta ces rééditions. Bien qu'Ellery n'ait jamais connu son père, de nombreuses personnes[réf. nécessaire] lui dirent que son père était une sorte de génie musical capable de jouer de n'importe quel instrument, de rejouer note pour note un morceau qu'il venait tout juste d'entendre. Rodd Keith dit une fois qu'il épelait "Rodd" avec deux D parce que "Dieu [God] n'en avait qu'un seul". 

## Discographie
- I Died Today, Rodd Keith (Tzadik)
- Ecstacy To Frenzy, Rodd Keith (Tzadik)
- Saucers in the Sky, Rodd Keith (Roaratorio)